# Pluto Nash – Im Kampf gegen die Mondmafia
Pluto Nash – Im Kampf gegen die Mondmafia (The Adventures of Pluto Nash) ist eine US-amerikanisch-australische Filmkomödie von Ron Underwood mit Eddie Murphy aus dem Jahr 2002. Der Film gilt als einer der größten Flops der Filmgeschichte.

## Handlung
Die Handlung spielt in einer Siedlung auf dem Mond im Jahr 2087. Der Ex-Häftling Pluto Nash hält sich in der Bar auf, die seinem Freund Tony Francis gehört. Der Mafioso Gino fordert von Francis die Rückzahlung des früher geliehenen Geldes. Nash begleicht die Schuld, womit ihm die Bar übereignet wird.
Rex Krater will die inzwischen blühende Bar übernehmen. Seine Helfer greifen Nash an. Ein Kampfroboter kämpft auf seiner Seite.
Nash und die Sängerin Dina Lake fliehen. Sie verstecken sich in einem abseits gelegenen Gebäude, wo die Leute Kraters sie aufspüren. Nash, sein Roboter und Lake fliehen erneut. Sie fahren in eine für ihre Spielcasinos bekannte Stadt, wo Nash Rex Krater treffen will. Er überlegt sich einen riskanten Weg in die Wohnung Kraters, als er von seinen Leuten gefangen genommen wird.
Es stellt sich heraus, dass Rex Krater ein Klon von Pluto Nash ist. Er wurde erschaffen, um als Statthalter auf dem Mond für einen Unternehmer zu dienen. Die Bar von Nash soll nach der Übernahme in ein Spielcasino umgewandelt werden. Es kommt zum Kampf, in dem Nash Krater tötet.
In der letzten Szene sieht man die Bar von Nash, wo Lake als Sängerin arbeitet. Nash übergibt seinem Roboter das Management des Lokals.

## Kritiken
Der Film erhielt größtenteils vernichtende Kritiken. Auf der Website Rotten Tomatoes waren lediglich 4 von insgesamt 89 Kritiken positiv, was einer Wertung von 4 % entspricht. Der Konsens besagt, dass der Film weder „abenteuerlich“ noch „lustig“ sei und dass Eddie Murphy „wie auf Autopilot“ agiere. Auch vom breiten Publikum wurde der Film negativ aufgenommen, denn nur 19 % des Publikums werteten den Film positiv. Dies wird auch von der Internet Movie Database bestätigt, denn dort bewerteten die Zuschauer den Film mit lediglich 3,8 von 10 möglichen Punkten.
Frank Scheck bezeichnete die Actionkomödie im Hollywood Reporter vom 19. August 2002 als „unwitzig“, obwohl einige „talentierte“ Schauspieler wie Joe Pantoliano und Luis Guzmán auftreten würden. Die Hauptrolle eines starken Helden sei für Eddie Murphy ungewöhnlich, er wirke „gehemmt“. Die Handlung sei „verwirrend“.
Christy Lemire schrieb in der Associated Press am 19. August 2002, der Film sei „langweilig“, „flach“, „grässlich“ und „nicht im Entferntesten komisch“.

„Gute Effekte – aber die Story ist noch dünner als die Luft auf dem Erdtrabanten! In Kleinrollen werden John Cleese und Pam Grier verheizt.“

„Reizvoll ausgestattete Mischung aus verhaltener Actionkomödie und Science-Fiction-Satire, die inhaltlich nicht mehr als Genreklischees zu bieten hat. Auch Eddie Murphy wartet nur mit flachen Witzen auf.“

## Auszeichnungen
Der Film erhielt im Jahr 2003 fünf Nominierungen für die Goldene Himbeere, darunter für Eddie Murphy, für Ron Underwood, für das Drehbuch und als Schlechtester Film. Im Jahr 2005 wurde er als Schlechtester Film überhaupt für die Goldene Himbeere nominiert, im Jahr 2010 wurde Eddie Murphy als Schlechtester Schauspieler des Jahrzehnts ausgezeichnet, unter anderem für seine Leistung in diesem Film.

## Hintergrund
Der Film wurde in Los Angeles, New York City, Montreal und Toronto gedreht. Seine Produktionskosten betrugen 100 Millionen US-Dollar. Der Film spielte in den USA ca. 4,42 Millionen US-Dollar ein sowie ca. 2,68 Millionen US-Dollar in den anderen Ländern. Damit zählt er zu den größten Flops der Filmgeschichte. Der Film wurde in Deutschland am 22. Mai 2003 auf DVD veröffentlicht.